# Fag-hag
Fag-hag je slangový termín homosexuální subkultury označující ženu, která nachází část své životní realizace v přátelství s gayi. Ustálený český ekvivalent není znám. Podle M. C. Putny nabývá podobného významu např. slovo „kamarádka“.

## Kulturní odkazy

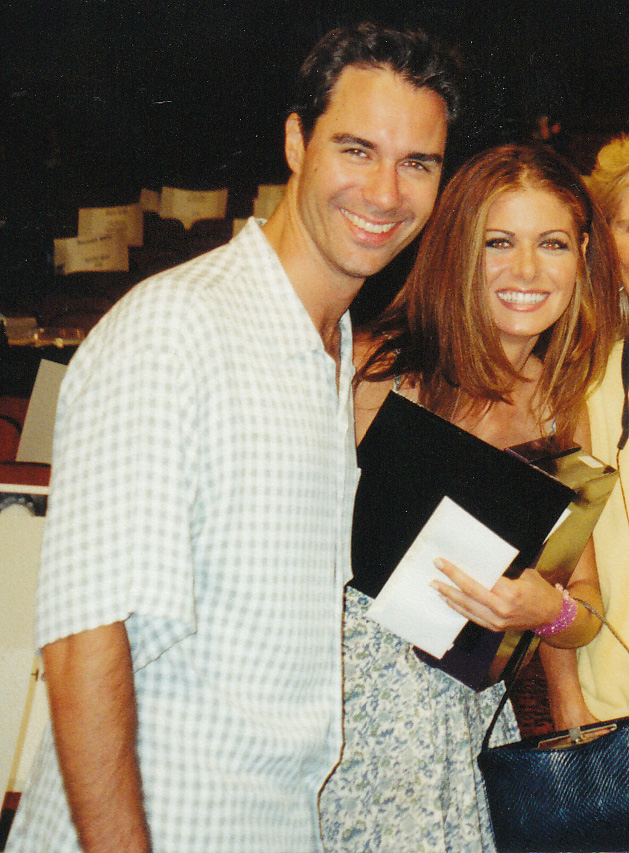
Eric McCormack a Debra Messing, představitelé gaye a jeho kamarádky Will a Grace

Postavy fag-hags jsou relativně oblíbeným předmětem zájmu populární kultury a zábavy. Byly ztvárněny mimo jiné v těchto filmech a seriálech:
- Doris Finsecker – postava muzikálu Fame (1980), hraje Maureen Teefy
- Grace Adler – titulní postava TV seriálu Will a Grace (1998–2006), hraje Debra Messing
- Linda – postava filmu Vzpamatuj se! (1998), hraje Charlotte Brittain
- Abbie Reynolds – jedna z hlavních postav filmu Příští správná věc (2000), hraje Madonna
- Carole – postava TV filmu Juste une question d'amour (2000), hraje Caroline Veyt

Užití termínu:
- Fag Hag – americký film (1998, scénář a režie: Damion Dietz)
- Fag Hag – píseň Lily Allen z alba It's not me, It's you (2009)